# Merck-Saint-Liévin
 Merck-Saint-Liévin  es una población y comuna francesa, situada en la región de Norte-Paso de Calais, departamento de Paso de Calais, en el distrito de Saint-Omer y cantón de Fauquembergues.

## Demografía
| 535 | 550 | 547 | 514 | 517 | 507 |
| Para los censos de 1962 a 1999 la población legal corresponde a la población sin duplicidades (Fuente: INSEE [Consultar]) |     |     |     |     |     |